# Alta (Wyoming)
Alta is een plaats (census-designated place) in de Amerikaanse staat Wyoming, en valt bestuurlijk gezien onder Teton County.

## Demografie
Bij de volkstelling in 2000 werd het aantal inwoners vastgesteld op 400.

## Geografie
Volgens het United States Census Bureau beslaat de plaats een oppervlakte van
337,0 km², waarvan 336,8 km² land en 0,2 km² water.

## Plaatsen in de nabije omgeving
De onderstaande figuur toont nabijgelegen plaatsen in een straal van 40 km rond Alta.